# Patrizia Onorato
Patrizia Onorato (Salerno, 18 agosto 1952 – Salerno, 27 novembre 2023) è stata una calciatrice italiana di ruolo centrocampista.
Figlia di Elio Onorato, ha giocato in Serie A con la Salernitana e la Jolly Catania.

## Palmarès
- Campionato italiano: 1

Jolly Catania: 1978